# Guilherme IX de Monferrato
Guilherme IX de Monferrato ou Guilherme IX Paleólogo, em italiano Guglielmo IX Paleologo (10 de agosto de 1486 – 1518), foi um marquês de Monferrato da dinastia paleóloga.

## Biografia
Era filho de Bonifácio III (1424 – 1494), a quem sucede aquando da sua morte. Sua mãe foi Maria Branković (1466 – 1495), filha de Estêvão Branković, déspota da Sérvia.
Prosseguindo a política pró-francesa do pai, casou em 31 de outubro de 1508, na igreja de St. Sauveur de Blois, com a princesa Ana de Alençon (1492 – 1562), filha de Renato de Valois, duque de Alençon, e de Margarida da Lorena-Vaudémont.
Durante os conflitos no norte de Itália, e para proteger o seu exército durante a retirada de Milão, em 1513, evitando represálias de Maximiliano Sforza, Guilherme foi forçado a  pagar 30 000 escudos. Os pactos com Maximiliano não foram respeitados e as tropas milanesas invadem o Monferrato saqueando numerosas cidades.
Na mesma altura, Guilherme foi confrontado com a tentativa do seu longínquo parente, Eudo, marquês de Incisa, de intitular-se Marquês de Monferrato. Guilherme marchou contra a cidade de Incisa e ocupa-a em 1514, anexando os territórios do marquesado e condenando à morte Eudo e o seu filho, Badone.
Esta condenação custou a Guilherme uma violenta reação do Sacro Império Romano-Germânico (de quem os Incisa eram vassalos) que, decretando nula a anexação do território de Incisa, ordenou a Guilherme Paleólogo que se submetesse a julgamento. Mas, com a sua morte, ocorrida em 1518, seus filhos ficaram confiados à marquesa Ana de Alençon, que atuou como regente em nome de Bonifácio IV, ainda menor.

## Descendência
Do seu casamento com Ana de Alençon, Guilherme teve três filhos:
- Maria (1509 – 1530), que casou em 1517 em Casale Monferrato, com Frederico II Gonzaga, matrimónio que foi anulado (dado que a noiva tinha apenas 8 anos), sendo a anulação revogada pouco antes da morte de Maria;
- Margarida (1510-1566), que casou em 3 de outubro de 1531 com o seu cunhado Frederico Gonzaga;
- Bonifácio (1512-1530), sucessor do pai no Monferrato como Bonifácio IV.